# Sobór nicejski II

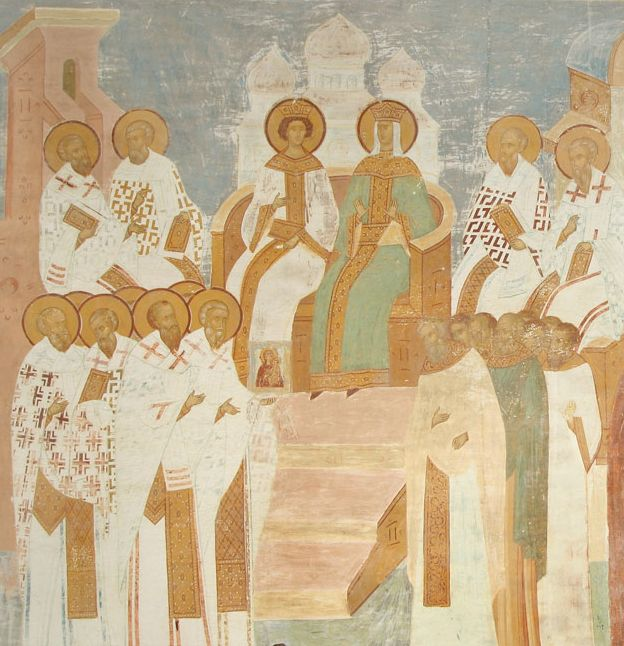
XV-wieczny fresk przedstawiający cesarzową Irenę i jej syna Konstantyna VI w trakcie obrad Soboru.

Sobór nicejski II (787) – sobór powszechny biskupów chrześcijańskich zainaugurowany w Konstantynopolu, przeniesiony do Nicei i tam obradujący od 24 września do 23 października 787 roku. Na soborze uchwalono 22 kanony dyscyplinarne.
W soborze brało udział 307 biskupów (tylko 14 z Zachodu) pod nominalnym przewodnictwem legatów papieskich, a faktycznie patriarchy Tarazjusza. Cesarzową Irenę i jej syna Konstantyna VI reprezentowali urzędnicy. Nieobecni byli patriarchowie Aleksandrii, Antiochii i Jerozolimy, znajdujących się pod panowaniem islamskim.
Głównym celem soboru było zakończenie kontrowersji ikonoklastycznej. Po pewnych wahaniach dopuszczono biskupów opowiadających się za ikonoklazmem, ale większość postanowiła złożyć z katedr biskupów organizujących w przeszłości prześladowania zwolenników czci obrazów. Ikonoklazm został potępiony jako herezja. Cześć ikon (pokłony, palenie świec i kadzidła) uznano za naukę prawowierną. Podkreślono jednak, że kult obrazów odnosi się do osoby przedstawionej na obrazie, a nie do samego obrazu. Ustalono także zasady tworzenia ikon, wykluczające dowolność i zezwalające na pisanie obrazów tylko duchownym. Postacie na ikonach powinny mieć duże szerokie oczy, całe ciało osłonięte odzieniem - jedynie odsłonięte twarze i czasem dłonie, figury miał okalać czarny kontur, karnacja postaci winna być ciemna, święci mieli posiadać długie brody, schematycznie zarysowane szaty nie powinny uwidaczniać kośćca, powinien być stosowany umowny światłocień.